# هيكتور سيلفا
هيكتور سيلفا (بالإسبانية: Héctor Silva)‏ (مواليد 1 فبراير 1940 - الوفاة 30 أغسطس 2015) كان لاعب كرة قدم. لعب مع منتخب الأوروغواي لكرة القدم. سبق له أن لعب في كأس العالم لكرة القدم مع منتخب بلاده.

## روابط خارجية
- هيكتور سيلفا على موقع الاتحاد الدولي (مؤرشف)  (الإنجليزية)
- هيكتور سيلفا على موقع قاعدة بيانات كرة القدم.إي يو (الإنجليزية)
- هيكتور سيلفا على موقع ناشيونال فوتبول تيمز (الإنجليزية)
- هيكتور سيلفا على موقع Soccerway.com (الإنجليزية)